# Feldkirchen bei Graz
Feldkirchen bei Graz là một đô thị thuộc huyện Graz-Umgebung bang Steiermark, nước Áo. Đô thị Feldkirchen bei Graz có diện tích 11,54 km², dân số thời điểm cuối năm 2008 là 5244 người. Đây là nơi có mộ tập thể các tù binh trong thời Đế quốc Áo-Hung bị tra tấn đến chết ở trại tập trung gần đó có tên Talerhof, nay là sân bay Graz. 